# Moïse Kisling
Moïse Kisling, förnamnet en förfranskning av Mojżesz, född 22 januari 1891 i Kraków, död 29 april 1953 i Sanary-sur-Mer, var en polsk-fransk målare.

## Biografi
Moïse Kisling var från 1910 bosatt i Paris. Efter en början inom kubismen utvecklade Kisling en mer traditionellt avbildande uttryckskonst utan att binda sig vid någon speciell skola. Mest berömda är hans aktstudier, men han målade även andra figurbilder, landskap och stilleben.
Carl Einstein utgav 1922 en bok om Moïse Kislings konst. Denna beslagtogs av propagandaministeriet i Nazityskland 8 juli 1937. Därefter användes den som utställningsföremål på den avsiktligt nedsättande utställningen Entartete Kunst i München. När utställningen avslutades i november utplånades boken.
28 augusti 1937 beslagtogs även den konst som fanns av Moïse Kisling på tyska museer, klassificerad som entartete Kunst. Det var en teckning kallad Sitzender Akt / Sittande nakenstudie på Kunsthalle Mannheim. I NS-protokollet noterades den därefter som zerstört [förstörd].

## Galleri

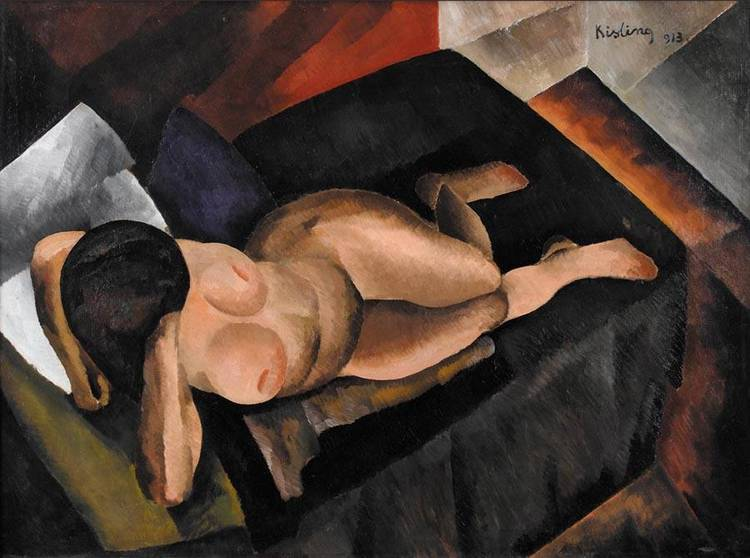
Nu sur un divan noir (1913), olja på duk, 97 x 130 cm.
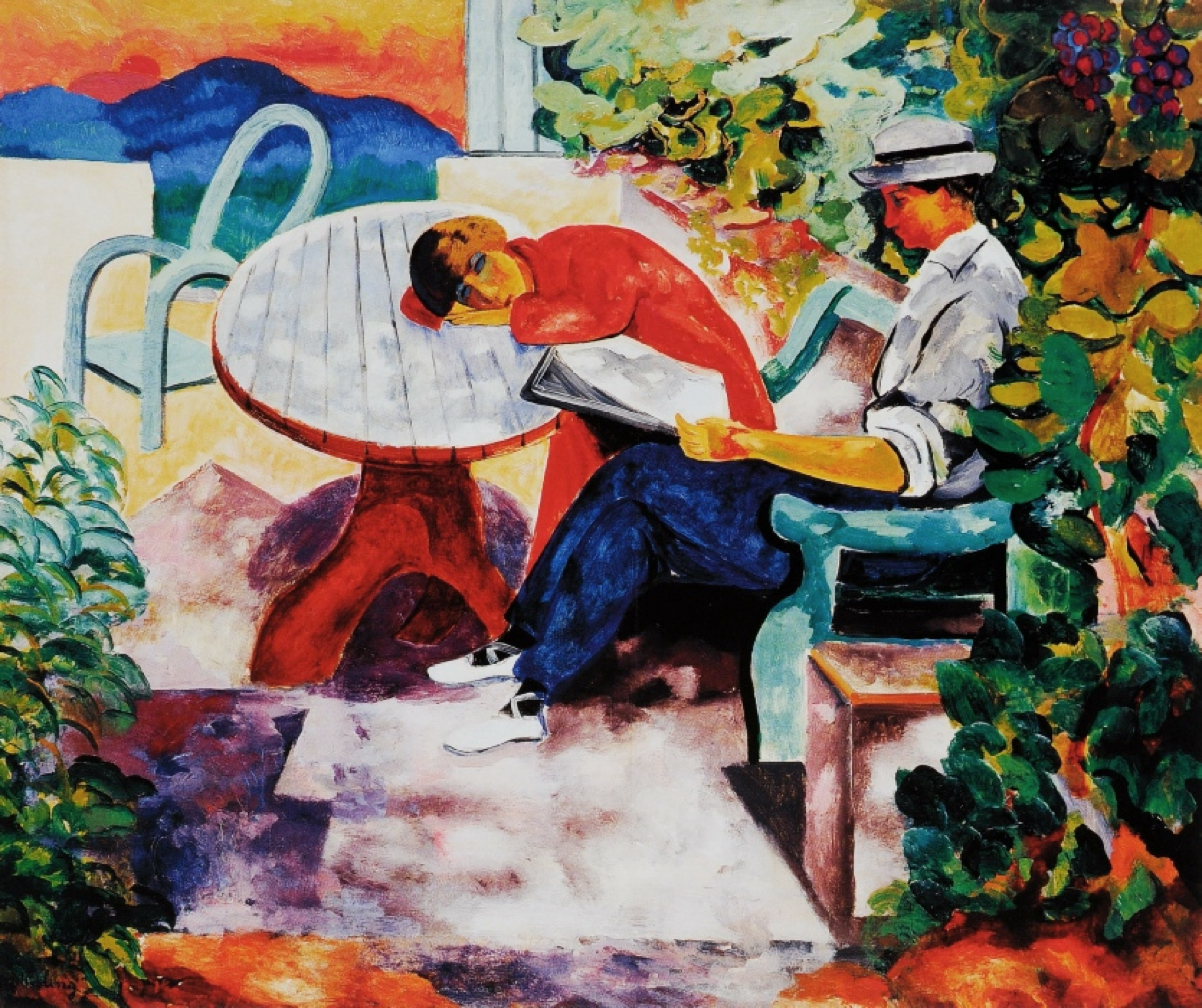
La Sieste à Saint-Tropez, Kisling avec Renée (1916)
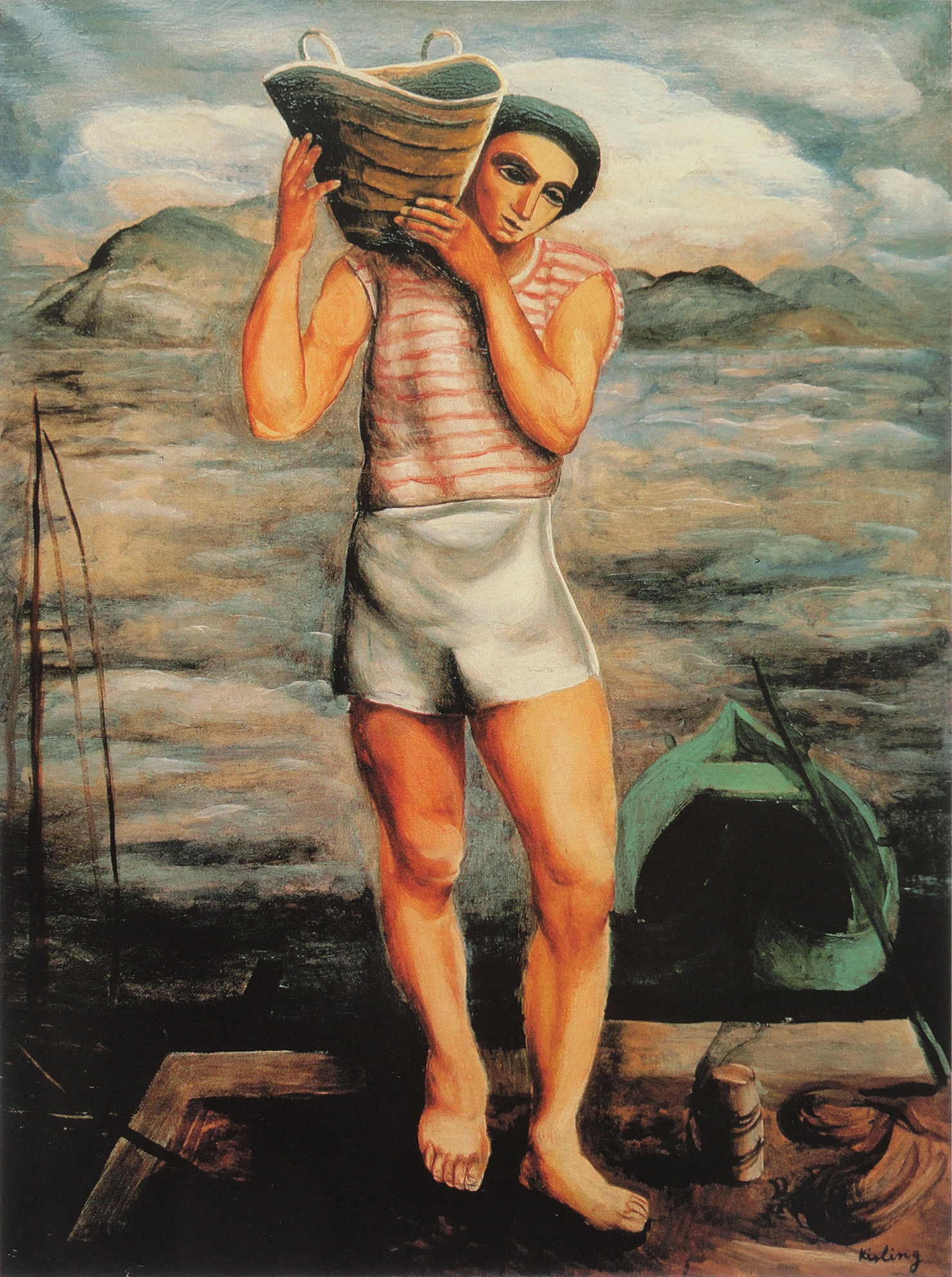
Le Pêcheur (omkring 1920), olja på duk, 82 x 61.7 cm. Privat ägo.
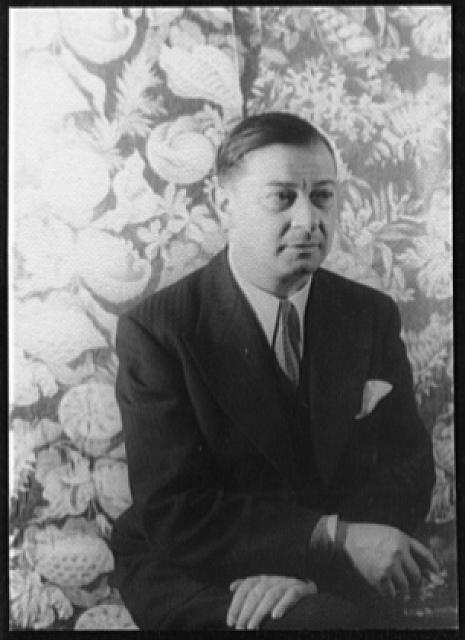
Moïse Kisling 1941.